# Biu Tze
La Biu Tze (鏢指 in cinese, in italiano dita che penetrano) è una forma del Wing Chun, derivata dall'applicazione a mani nude di alcuni principi contenuti nella Bart Cham Dao. 
Nella maggioranza delle scuole odierne essa viene insegnata come terza forma, preceduta dalle altre due a mani nude, ma tradizionalmente non esisteva un ordine prestabilito, e spesso la Biu Tze veniva preceduta dalla Bart Cham Dao.
È una forma dinamica, che insegna a creare una nuova linea centrale - una volta persa quella originaria - e ad usare i movimenti del tronco per aumentare l'efficacia delle varie tecniche (nelle altre due forme a mani nude infatti il tronco non si muove). Sono presenti pugni, tecniche a mano aperta, gomitate, e passi. 